# 오랑주리

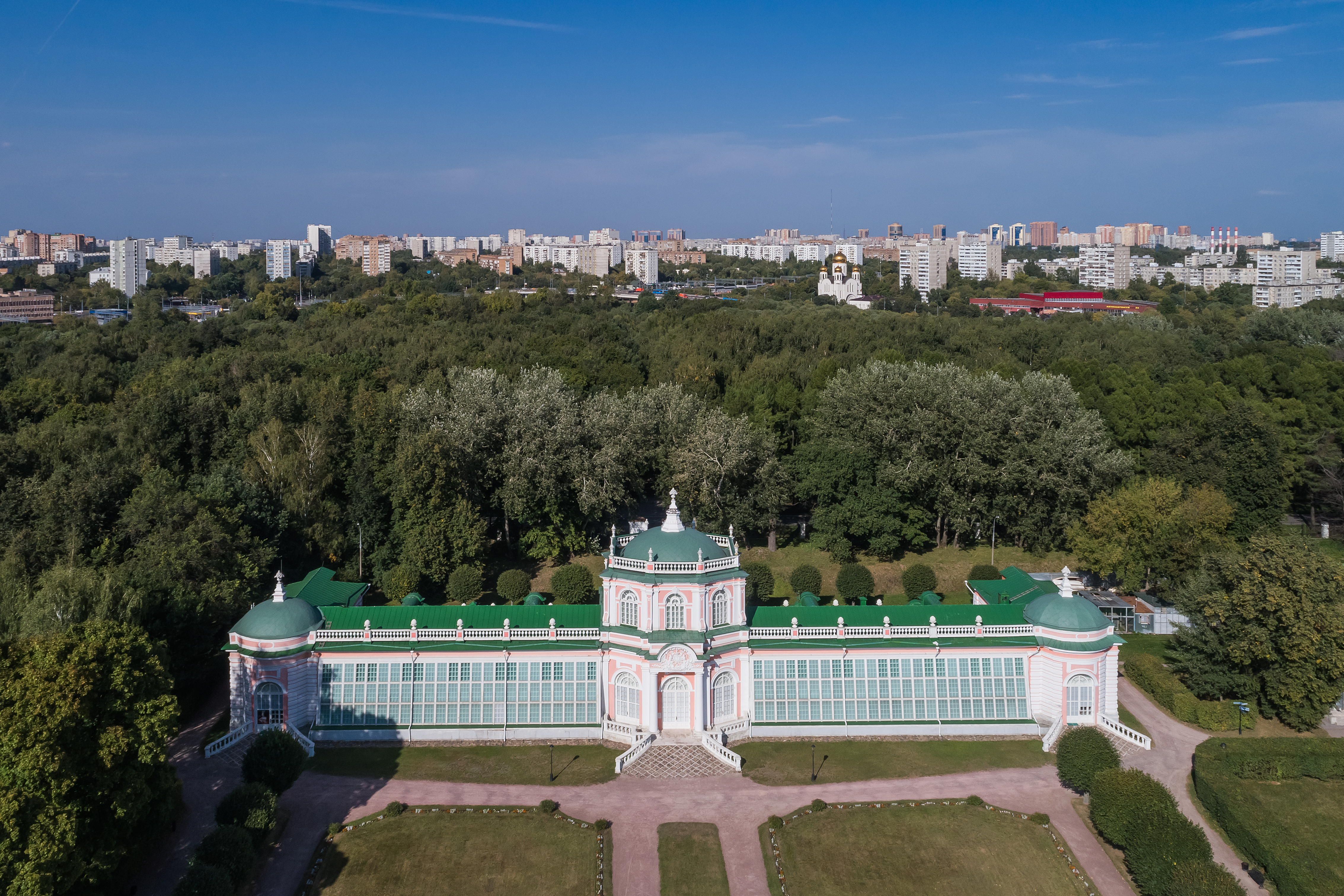
모스크바 쿠스코보의 오랑주리(1760년대)

오랑주리(orangery) 또는 오랑제리(orangerie), 오랑제리 티룸은 역사적으로 오렌지 및 기타 유실수가 겨울 동안 큰 형태의 온실로 보호되는 방 또는 전용 건물이다. 현대에 오랑주리는 과일 나무를 보관하기 위해 지어진 온실이나 온실, 또는 다른 목적으로 지어진 온실이나 온실을 의미할 수 있다.
오랑주리는 나무가 우거진 식물의 정상적인 범위와 계절을 호화롭게 확장해 주었고, 석조 과일 벽에서 제공되는 따뜻함으로 오랫동안 제공되었던 보호 기능을 확장했다. 17세기에는 오렌지, 석류, 바나나와 같은 과일이 유럽 항구에 대량으로 도착했다. 이 식물들은 유럽의 혹독한 겨울에 적응하지 못했기 때문에, 이 식물들을 보호하고 유지하기 위해 오랑주리가 발명되었다. 높은 유리 가격으로 인해 오랑주리는 부와 사치를 나타내는 지위의 상징이 되었다. 점차 기술의 발전으로 인해 오랑주리는 월동 식물을 위한 방이 아닌 사유지 정원의 아름다움을 높이는 고전적인 건축 구조가 되었다.

## 같이 보기
- 큐폴라
- 채광 (조명)